# جورج رونان
جورج رونان (بالإنجليزية: George Ronan)‏ هو عسكري أمريكي، ولد في 1783 في نيويورك في الولايات المتحدة، وتوفي في 15 أغسطس 1812 في إقليم إلينوي ‏ في الولايات المتحدة.